# Calacadia livens
Calacadia livens là một loài nhện trong họ Amphinectidae. Loài này phân bố ở Chile.